# Клиент всегда мёртв
«Клиент всегда мёртв» (англ. Six Feet Under; дословный перевод названия — «Шесть футов под землёй») — американский драматический телесериал, созданный Аланом Боллом для канала HBO. В центре сюжета шоу находятся жизни членов семьи Фишер, управляющей похоронным бюро в Лос-Анджелесе, а также их друзей и близких. Главные роли исполнили Питер Краузе, Майкл Си Холл, Фрэнсис Конрой, Лорен Эмброуз, Фредди Родригес, Мэттью Сент-Патрик и Рэйчел Гриффитс.
«Клиент всегда мёртв» транслировался на канале HBO с 3 июня 2001 по 21 августа 2005 года. За время показа шоу получило высокие оценки критиков и было признано одним из лучших сериалов всех времён. Он был удостоен ряда наград, включая девяти прайм-тайм премий «Эмми», трёх «Золотых глобусов», трёх премий Гильдии киноактёров США и премии Пибоди.

## Сюжет
В этом сериале, созданном продюсером Аланом Боллом, Питер Краузе играет роль Натаниеля Сэмюэля (Нейта) Фишера-младшего, сына директора похоронного бюро, которому после смерти отца приходится стать партнёром в семейном бизнесе вместе со своим братом Дэвидом (Дейвом, Майкл Холл). Семейство Фишеров также включает мать Рут Фишер (Фрэнсис Конрой) и младшую сестру Клэр (Лорен Эмброуз). Другие главные герои — это работающий в похоронном бюро Федерико Диас (Рико, Фредди Родригес), девушка Нейта и его будущая жена Бренда Ченовит (Рэйчел Гриффитс) и бойфренд Дейва Кит Чарльз (Мэттью Сент-Патрик).
Место действия — похоронное бюро «Фишер и сыновья», Лос-Анджелес, Калифорния, наши дни (2000—2005 гг.).
С одной стороны, «Клиент всегда мёртв» — обыкновенная семейная драма об отношениях, изменах и религии. Однако сериал известен своей концентрированностью на теме смерти, которая раскрывается сразу на нескольких уровнях (личностном, религиозном и психологическом). Каждый эпизод начинается смертью, любой — от сердечного приступа до синдрома внезапной смерти ребёнка — и эта смерть обычно задаёт тон всему эпизоду, позволяя главным персонажам задуматься над их нынешними удачами и неудачами на своём пути, освещённом смертью и её последствиями. В пятом сезоне серия «В полном одиночестве» (All Alone) начинается не таким образом, но фокусируется на смерти, произошедшей в предыдущем эпизоде. После только один финальный эпизод «Все ждут» (Everyone’s Waiting) начинается не смертью, а наоборот, рождением.
Один из инструментов сюжета — беседы главных героев с умершими в начале серии людьми, особенно с Натаниелем Фишером-старшим. Они раскрывают внутренний диалог живых персонажей, представляя его как беседу с другими людьми. Разговоры с умершими являются данью жанру магического реализма. Похожий инструмент — переход реального разговора между живыми людьми в воображаемый, придумываемый одним из персонажей. Такой переход не может быть чётко замечен, пока разговор неожиданно не вернётся назад в то место, откуда начался вымысел, что демонстрирует зрителям контраст между мыслями героев и реальностью.

## Действие
Место действия многих сцен — похоронное бюро «Фишер и сыновья» в Лос-Анджелесе. Сама семья проживает на верхних этажах, первый этаж используется для бизнеса и похоронных служб, а в подвале находятся помещения для бальзамирования и подготовки тел. К дому примыкает отдельная квартира с гаражом.
Будучи картиной о смерти, в то же время «Клиент всегда мёртв» является фильмом о времени; каждый эпизод длится месяц постановочного времени, и в целом сериал охватывает период 2000—2005. Натаниель Фишер-старший умирает в пилотной серии, по сюжету — 24 декабря 2000 года. Следующий эпизод начинается 8 января 2001 года. Некоторые смерти в сериале принадлежат к другому периоду времени, как например к 1970-м и 1950-м годам; в других случаях серия начинается датой, показываемой на могильном камне в начале серии.
В сериале много внимания уделяется связанности действия. Иногда между эпизодами проходят месяцы, а иногда только один день. В любом случае, история продолжается оттуда, где она закончилась в прошлый раз.

## Актёрский состав
| Актёр                | Персонаж                        | Отношения |
| -------------------- | ------------------------------- | --- |
| Питер Краузе         | Нейт Фишер                      | Старший из детей Рут и Натаниеля; партнёр в «Фишер и сыновья» (позднее — «Фишер и Диас»); муж Бренды; вдовец Лизы; Отец Майи и Уиллы. Умирает от болезни в 2005 году в возрасте 40 лет. |
| Майкл Си Холл        | Дэвид Фишер, Дейв               | Средний ребёнок Рут и Натаниеля; партнёр в «Фишер и Диас»; супруг (позже вдовец) Кита; приёмный отец Даррелла и Энтони. Умирает в 2044 году в возрасте 75 на пикнике в Echo Park. |
| Фрэнсис Конрой       | Рут Фишер                       | Мать Нейта, Дэвида и Клэр Фишеров; вдова Натаниеля Фишера-старшего; бывшая жена/спутник жизни Джорджа. Умирает в 2025 году в возрасте 79 лет в госпитале, в окружении Клэр, Дэвида и Джорджа. |
| Лорен Эмброуз        | Клэр Фишер                      | Младшая из детей Рут и Натаниеля; художник, которой временно пришлось работать секретарём. Финал сериала, и её некролог на сайте HBO, позволяют предположить, что она стала успешным учителем и фотографом. Жена, а затем вдова Теда Фэрвелла. Уходит из жизни в возрасте 101 года в 2085 году. |
| Фредди Родригес      | Федерико Диас, Рико             | Бальзамировщик в «Фишер и сыновья», позднее партнёр Нейта и Дэвида по бизнесу в «Фишер и Диас»; муж Ванессы; отец Хулио и Аугусто. Основатель морга «Диас» в 2005. Умирает в возрасте 75 лет в 2049 году на круизном корабле с Ванессой (предположительно из-за сердечного приступа). Он появлялся в 62 эпизодах, его не было лишь в одном эпизоде первого сезона Life’s Too Short («Жизнь слишком коротка»).                 |
| Мэттью Сент-Патрик   | Кит Чарльз                      | Бывший полицейский Лос-Анджелеса, позднее — охранник в частном предприятии; супруг Дэвида; приемный отец Даррелла и Энтони. Застрелен в 2029 году в возрасте 61 года бандой грабителей, когда он разгружал бронированный грузовик. |
| Джеймс Кромвелл      | Джордж Сибли                    | Геолог/профессор; второй муж Рут; отец Брайна, Мегги и Кайла. |
| Рэйчел Гриффитс      | Бренда Ченовит                  | Дочь Маргарет и Бернарда Ченовит; сестра Билли. Бывший массажист шиацу, затем когнитивный терапевт. Девушка, затем жена, затем вдова Нейта Фишера. Мать Уиллы Фишер-Ченовит, мачеха Майи. Умирает в 2051 году в возрасте 82 лет. Она не появилась в 4 эпизодах 3-го сезона, из-за беременности актрисы в 2002 году. Вторая её беременность была вписана в сценарий в 2004 году. Бренда появилась в 59 из 63 эпизодов сериала. |
| Жустина Мачадо       | Ванесса Диас                    | Медсестра в регистратуре. Жена и школьная пассия Федерико; мать Хулио и Аугусто. |
| Ричард Дженкинс      | Натаниель Сэмюэль Фишер-старший | Глава семьи Фишеров и хозяин похоронного бюро «Фишер и сыновья» до своей смерти в 2000 году. Муж Рут; отец Нейта, Дэвида и Клэр. |
| Тина Холмс           | Мэгги Сибли                     | Дочь Джорджа Сибли; путешествующий представитель фармакологической компании из Аризоны. Тина Холмс изначально прослушивалась на роль Марси, дочери Беттины. Она не получила роль, но позже её пригласили играть дочь Джорджа, Мегги. |
| Патриша Кларксон     | Сара О’Коннор                   | Младшая сестра Рут Фишер, художник; живёт в каньоне Тапаго. |
| Кэти Бейтс           | Беттина                         | Друг и сиделка Сары, становится подругой Рут в то время, когда Сара пытается излечиться от наркотической зависимости. |
| Лили Тейлор          | Лиза Киммел Фишер               | Бывшая девушка и соседка по комнате Нейта в Сиэтле, нежелательно беременеет от Нейта, в 2002 году выходит за него замуж. Лиза была убита в 2003. Мать Майи. |
| Джереми Систо        | Билли Ченовит                   | Младший брат Бренды, страдающий психическим расстройством; сын Маргарет и Бернарда Ченовит; некоторое время парень Клэр Фишер. |
| Джоанна Кэссиди      | Маргарет Ченовит                | Психотерапевт, мать Бренды и Билли; вдова Бернарда; позже возлюбленная Оливье Кастро-Стааля. |
| Роберт Фоксуорт      | доктор Бернард Ченовит          | Психотерапевт, отец Бренды и Билли, муж Маргарет до смерти в 2003. |
| Питер Макдисси       | Оливье Кастро-Стааль            | Преподаватель предмета «Фигуры в пространстве» в Лос-Анджелесском колледже искусств; возлюбленный Маргарет Ченовит. |
| Рэйн Уилсон          | Артур Мартин                    | Молодой стажёр из колледжа, работал в похоронном бюро с марта по ноябрь 2003 года. |
| Бен Фостер           | Рассел Корвин                   | Бывший парень и одноклассник Клэр. |
| Мина Сувари          | Эди                             | Художница, лесбиянка, некоторое время девушка Клэр. |
| Спрейг Грейден       | Анита Миллер                    | Бывшая лучшая подруга и соседка по комнате Клэр, бывшая девушка Рассела Корвина. |
| Марина Блэк          | Паркер Мак-Кенна                | Лучшая подруга Клэр в старших классах. |
| Эрик Бальфур         | Габриель Димас                  | Парень Клэр в старших классах, испытывает проблемы с наркотиками и с законом, после ограбления магазина пропадает и, по-видимому, погибает. |
| Эд О’Росс            | Николай                         | Хозяин цветочного магазина Blossom d’Amour, в котором работала Рут Фишер; становится её ухажером и возлюбленным. |
| Крис Мессина         | Тед Фэрвелл                     | Корпоративный юрист в Braeden Chemical Legal Department, который становится приятелем Клэр, когда она устраивается туда на временную работу секретарём. Женится на Клэр через некоторое время после смерти её матери. |
| Кендре Берри         | Даррелл Чарльз-Фишер            | Старший приёмный сын Дэвида и Кита; старший брат Энтони. Он планировал стать пожарным, но стал директором похоронного бюро, как и отец. |
| Си Джей Сандерс      | Энтони Чарльз-Фишер             | Младший приёмный сын Дэвида и Кита; брат Даррелла. |
| Кэтрин О’Хара        | Кэрол Уорд                      | Голливудский продюсер, у которой в качестве личного повара работала Лиза, но вскоре уволилась из-за постоянных придирок Кэрол. |
| Бренна и Бронвин Тош | Майя Фишер                      | Дочь Нейта и Лизы. |

### Второстепенные персонажи
- Бен Фостер — Рассел Корвин (22 эпизодов)
- Джоана Кэссиди — Маргарет Ченовит (20 эпизодов)
- Ричард Дженкинс — Натаниель Фишер (20 эпизодов)
- Эд О’Росс — Николай (18 эпизодов)
- Питер Макдисси — Оливье Кастро-Стааль (15 эпизодов)
- Рэйн Уилсон — Артур Мартин (13 эпизодов)
- Тина Холмс — Мэгги Сибли (13 эпизодов)
- Тим Макулан — отец Джек (13 эпизодов)
- Эрик Бальфур — Габриэль Димас (12 эпизодов)
- Спрейг Грейден — Анита Миллер (12 эпизодов)
- Эйжа Полк — Тейлор (12 эпизодов)
- Кэти Бейтс — Беттина (10 эпизодов)
- Питер Фачинелли — Джимми (9 эпизодов)
- Гари Хершбергер — Мэттью Джиларди (8 эпизодов)
- Дэвид Норонья — Гэри Делтман (8 эпизодов)
- Джоэл Брукс — Робби (8 эпизодов)
- Мелисса Марсала — Анхелика Суарес (8 эпизодов)
- Джастин Теру — Джо (8 эпизодов)
- Идалис Делеон — София Моралес (8 эпизодов)
- Эд Бегли-младший — Хайрам Гундерсон (8 эпизодов)
- Мина Сувари — Эди (7 эпизодов)
- Террел Клейтон — Эдди (7 эпизодов)
- Роберт Фоксуорт — доктор Бернард Ченовит (6 эпизодов)
- Дина Спайби-Уотерс — Трейси Монтроуз Блэр (6 эпизодов)
- Джули Дрецин — Барб Вудуэрт (6 эпизодов)
- Джефф Ягер — Хойт Вудуэрт (6 эпизодов)
- Келли Уэймайр — Мелисса (6 эпизодов)
- Патрисия Кларксон — Сара О’Коннор (6 эпизодов)
- Энн Рэмзи — Джекки Фельдман (6 эпизодов)
- Крис Мессина — Тед Фэруелл (6 эпизодов)
- Мэтт Мэллой — Роджер Паскесе (6 эпизодов)
- Стеффани Брасс — Микаэла Вудуэрт (5 эпизода)
- Майкл Уэстон — Джейк (4 эпизода)
- Кэтрин О’Хара — Кэрол Уорд (4 эпизода)
- Риккардо Антонио Чавира — Рамон Диас (4 эпизода)
- Джули Уайт — Митзи Долтон-Хантли (4 эпизода)
- Джанис Линд — Женщина в Бирюзовом/миссис Лоретта Сибли (3 эпизода)
- Стивен Паскаль — Курт, парень Дэвида (3 эпизода)
- Джессика Ди Стоун — Бренда в детстве (3 эпизода)
- Дженна Фишер — Шэрон Кинни (2 эпизода)
- Иллеана Дуглас — Анджела (2 эпизода)
- Ли Гарлингтон — Фиона Кляйншмидт (2 эпизода)
- Гарриэт Сэнсом Гаррис — Кэтрин Коллинс (2 эпизода)
- Молли Паркер — Рабби Ари Хоффман (2 эпизода)
- Брук Диллмен — Бекки (2 эпизода)

### Приглашённые звёзды
- Сандра О (англ. Sandra Oh) (эпизод 5, An open book)
- Иллина Дуглас (англ. Illeana Douglas) (эпизод 10, New Person)
- Лиза Гиббонс (англ. Leeza Gibbons) (эпизод 22, Someone else’s eyes)
- Эллен Дедженерес (англ. Ellen DeGeneres) (эпизод 42, Parallel Play)
- Николь Ричи (англ. Richie) (эпизод 51, Untitled)
- Крис Харрисон (англ. Harrison) (эпизод 52, A Coat of White Primer)
- Сьюзи Брайт (англ. Bright) (эпизод 57, The Rainbow of Her Reasons)
- Билли Лаш (эпизод 62, Static)
- Эллен Альбертини Дау

### Семейное древо
|                     |                     |                     |                     |                     |                     |  |  |                      |                      |                      |                      |                           |                           |                           |                           |                           |                           |            |            |            |            |           |           |            |            |            |            |            |            |                     |                     |                     |                     |                      |                      |                      |                      |                      |                      |  |  |                  |                  |                  |                  |                  |                  |                   |                   |                   |                   |                   |                   |                   |                   |                   |                   |  |  |  |  |              |              |              |              |              |              |  |  |                         |                         |                         |                         |                         |                         |  |  |
|                     |                     |                     |                     |                     |                     |  |  |                      |                      |                      |                      |                           |                           |                           |                           |                           |                           |            |            |            |            |           |           |            |            |            |            |            |            |                     |                     |                     |                     |                      |                      |                      |                      |                      |                      |  |  |                  |                  |                  |                  |                  |                  |                   |                   |                   |                   |                   |                   |                   |                   |                   |                   |  |  |  |  |              |              |              |              |              |              |  |  |                         |                         |                         |                         |                         |                         |  |  |
|                     |                     |                     |                     |                     |                     |  |  |                      |                      |                      |                      | Натаниэль Фишер – старший | Натаниэль Фишер – старший | Натаниэль Фишер – старший | Натаниэль Фишер – старший | Натаниэль Фишер – старший | Натаниэль Фишер – старший |            |            | Рут Фишер  | Рут Фишер  | Рут Фишер | Рут Фишер | Рут Фишер  | Рут Фишер  |            |            |            |            |                     |                     |                     |                     | Бернард Эйса Ченовит | Бернард Эйса Ченовит | Бернард Эйса Ченовит | Бернард Эйса Ченовит | Бернард Эйса Ченовит | Бернард Эйса Ченовит |  |  | Маргарет Ченовит | Маргарет Ченовит | Маргарет Ченовит | Маргарет Ченовит | Маргарет Ченовит | Маргарет Ченовит |                   |                   |                   |                   |                   |                   |                   |                   |                   |                   |  |  |  |  | Джордж Сибли | Джордж Сибли | Джордж Сибли | Джордж Сибли | Джордж Сибли | Джордж Сибли |  |  | Неназванная бывшая жена | Неназванная бывшая жена | Неназванная бывшая жена | Неназванная бывшая жена | Неназванная бывшая жена | Неназванная бывшая жена |  |  |
|                     |                     |                     |                     |                     |                     |  |  |                      |                      |                      |                      | Натаниэль Фишер – старший | Натаниэль Фишер – старший | Натаниэль Фишер – старший | Натаниэль Фишер – старший | Натаниэль Фишер – старший | Натаниэль Фишер – старший |            |            | Рут Фишер  | Рут Фишер  | Рут Фишер | Рут Фишер | Рут Фишер  | Рут Фишер  |            |            |            |            |                     |                     |                     |                     | Бернард Эйса Ченовит | Бернард Эйса Ченовит | Бернард Эйса Ченовит | Бернард Эйса Ченовит | Бернард Эйса Ченовит | Бернард Эйса Ченовит |  |  | Маргарет Ченовит | Маргарет Ченовит | Маргарет Ченовит | Маргарет Ченовит | Маргарет Ченовит | Маргарет Ченовит |                   |                   |                   |                   |                   |                   |                   |                   |                   |                   |  |  |  |  | Джордж Сибли | Джордж Сибли | Джордж Сибли | Джордж Сибли | Джордж Сибли | Джордж Сибли |  |  | Неназванная бывшая жена | Неназванная бывшая жена | Неназванная бывшая жена | Неназванная бывшая жена | Неназванная бывшая жена | Неназванная бывшая жена |  |  |
|                     |                     |                     |                     |                     |                     |  |  |                      |                      |                      |                      |                           |                           |                           |                           |                           |                           |            |            |            |            |           |           |            |            |            |            |            |            |                     |                     |                     |                     |                      |                      |                      |                      |                      |                      |  |  |                  |                  |                  |                  |                  |                  |                   |                   |                   |                   |                   |                   |                   |                   |                   |                   |  |  |  |  |              |              |              |              |              |              |  |  |                         |                         |                         |                         |                         |                         |  |  |
|                     |                     |                     |                     |                     |                     |  |  |                      |                      |                      |                      |                           |                           |                           |                           |                           |                           |            |            |            |            |           |           |            |            |            |            |            |            |                     |                     |                     |                     |                      |                      |                      |                      |                      |                      |  |  |                  |                  |                  |                  |                  |                  |                   |                   |                   |                   |                   |                   |                   |                   |                   |                   |  |  |  |  |              |              |              |              |              |              |  |  |                         |                         |                         |                         |                         |                         |  |  |
|                     |                     |                     |                     |                     |                     |  |  |                      |                      |                      |                      |                           |                           |                           |                           |                           |                           |            |            |            |            |           |           |            |            |            |            |            |            |                     |                     |                     |                     |                      |                      |                      |                      |                      |                      |  |  |                  |                  |                  |                  |                  |                  |                   |                   |                   |                   |                   |                   |                   |                   |                   |                   |  |  |  |  |              |              |              |              |              |              |  |  |                         |                         |                         |                         |                         |                         |  |  |
|                     |                     |                     |                     |                     |                     |  |  |                      |                      |                      |                      |                           |                           |                           |                           |                           |                           |            |            |            |            |           |           |            |            |            |            |            |            |                     |                     |                     |                     |                      |                      |                      |                      |                      |                      |  |  |                  |                  |                  |                  |                  |                  |                   |                   |                   |                   |                   |                   |                   |                   |                   |                   |  |  |  |  |              |              |              |              |              |              |  |  |                         |                         |                         |                         |                         |                         |  |  |
| Кит Чарльз          | Кит Чарльз          | Кит Чарльз          | Кит Чарльз          | Кит Чарльз          | Кит Чарльз          |  |  | Дэвид Фишер          | Дэвид Фишер          | Дэвид Фишер          | Дэвид Фишер          | Дэвид Фишер               | Дэвид Фишер               |                           |                           | Клэр Фишер                | Клэр Фишер                | Клэр Фишер | Клэр Фишер | Клэр Фишер | Клэр Фишер |           |           | Нейт Фишер | Нейт Фишер | Нейт Фишер | Нейт Фишер | Нейт Фишер | Нейт Фишер |                     |                     |                     |                     | Бренда Ченовит       | Бренда Ченовит       | Бренда Ченовит       | Бренда Ченовит       | Бренда Ченовит       | Бренда Ченовит       |  |  | Билли Ченовит    | Билли Ченовит    | Билли Ченовит    | Билли Ченовит    | Билли Ченовит    | Билли Ченовит    |                   |                   |                   |                   | Лиза Киммел Фишер | Лиза Киммел Фишер | Лиза Киммел Фишер | Лиза Киммел Фишер | Лиза Киммел Фишер | Лиза Киммел Фишер |  |  |  |  | Мэгги Сибли  | Мэгги Сибли  | Мэгги Сибли  | Мэгги Сибли  | Мэгги Сибли  | Мэгги Сибли  |  |  | Брайан Сибли            | Брайан Сибли            | Брайан Сибли            | Брайан Сибли            | Брайан Сибли            | Брайан Сибли            |  |  |
| Кит Чарльз          | Кит Чарльз          | Кит Чарльз          | Кит Чарльз          | Кит Чарльз          | Кит Чарльз          |  |  | Дэвид Фишер          | Дэвид Фишер          | Дэвид Фишер          | Дэвид Фишер          | Дэвид Фишер               | Дэвид Фишер               |                           |                           | Клэр Фишер                | Клэр Фишер                | Клэр Фишер | Клэр Фишер | Клэр Фишер | Клэр Фишер |           |           | Нейт Фишер | Нейт Фишер | Нейт Фишер | Нейт Фишер | Нейт Фишер | Нейт Фишер |                     |                     |                     |                     | Бренда Ченовит       | Бренда Ченовит       | Бренда Ченовит       | Бренда Ченовит       | Бренда Ченовит       | Бренда Ченовит       |  |  | Билли Ченовит    | Билли Ченовит    | Билли Ченовит    | Билли Ченовит    | Билли Ченовит    | Билли Ченовит    |                   |                   |                   |                   | Лиза Киммел Фишер | Лиза Киммел Фишер | Лиза Киммел Фишер | Лиза Киммел Фишер | Лиза Киммел Фишер | Лиза Киммел Фишер |  |  |  |  | Мэгги Сибли  | Мэгги Сибли  | Мэгги Сибли  | Мэгги Сибли  | Мэгги Сибли  | Мэгги Сибли  |  |  | Брайан Сибли            | Брайан Сибли            | Брайан Сибли            | Брайан Сибли            | Брайан Сибли            | Брайан Сибли            |  |  |
|                     |                     |                     |                     |                     |                     |  |  |                      |                      |                      |                      |                           |                           |                           |                           |                           |                           |            |            |            |            |           |           |            |            |            |            |            |            |                     |                     |                     |                     |                      |                      |                      |                      |                      |                      |  |  |                  |                  |                  |                  |                  |                  |                   |                   |                   |                   |                   |                   |                   |                   |                   |                   |  |  |  |  |              |              |              |              |              |              |  |  |                         |                         |                         |                         |                         |                         |  |  |
|                     |                     |                     |                     |                     |                     |  |  |                      |                      |                      |                      |                           |                           |                           |                           |                           |                           |            |            |            |            |           |           |            |            |            |            |            |            |                     |                     |                     |                     |                      |                      |                      |                      |                      |                      |  |  |                  |                  |                  |                  |                  |                  |                   |                   |                   |                   |                   |                   |                   |                   |                   |                   |  |  |  |  |              |              |              |              |              |              |  |  |                         |                         |                         |                         |                         |                         |  |  |
|                     |                     |                     |                     |                     |                     |  |  |                      |                      |                      |                      |                           |                           |                           |                           |                           |                           |            |            |            |            |           |           |            |            |            |            |            |            |                     |                     |                     |                     |                      |                      |                      |                      |                      |                      |  |  |                  |                  |                  |                  |                  |                  |                   |                   |                   |                   |                   |                   |                   |                   |                   |                   |  |  |  |  |              |              |              |              |              |              |  |  |                         |                         |                         |                         |                         |                         |  |  |
| Энтони Чарльз-Фишер | Энтони Чарльз-Фишер | Энтони Чарльз-Фишер | Энтони Чарльз-Фишер | Энтони Чарльз-Фишер | Энтони Чарльз-Фишер |  |  | Даррелл Чарльз-Фишер | Даррелл Чарльз-Фишер | Даррелл Чарльз-Фишер | Даррелл Чарльз-Фишер | Даррелл Чарльз-Фишер      | Даррелл Чарльз-Фишер      |                           |                           |                           |                           |            |            |            |            |           |           |            |            |            |            |            |            | Уилла Фишер Ченовит | Уилла Фишер Ченовит | Уилла Фишер Ченовит | Уилла Фишер Ченовит | Уилла Фишер Ченовит  | Уилла Фишер Ченовит  |                      |                      |                      |                      |  |  |                  |                  |                  |                  |                  |                  | Майя Киммел Фишер | Майя Киммел Фишер | Майя Киммел Фишер | Майя Киммел Фишер | Майя Киммел Фишер | Майя Киммел Фишер |                   |                   |                   |                   |  |  |  |  |              |              |              |              |              |              |  |  |                         |                         |                         |                         |                         |                         |  |  |

## Реклама

### Сезоны
«Клиент всегда мёртв» стал частью американской поп-культуры после первого же сезона, и после этого HBO начал очень стильную рекламу, чтобы усилить ожидание следующих сезонов.
В рекламе часто отражалось настроение, которое возникло после предыдущих эпизодов и может получить развитие в будущих сериях. По словам создателя Алана Болла, музыка играет очень важную роль в этом сериале, так как она изображает настроение Фишеров.
Эти песни звучали в трейлерах, посвящённых премьере нового сезона:
- 2-й сезон: Heaven, исполнитель Lamb
- 3-й сезон: A Rush of Blood to the Head, исполнитель Coldplay
- 4-й сезон: Feeling Good, исполнитель Nina Simone
- 5-й сезон: Breathe Me, исполнитель Сиэ Фёрлер

### Эпизоды
Автор музыкальной темы в начальных титрах каждого эпизода известный американский композитор Томас Ньюман.

## Саундтреки
Было выпущено два альбома с песнями, звучащими в сериале.
- Six Feet Under, 2002 г.
- Six Feet Under, Vol. 2: Everything Ends, 2005 г.

## Награды

### Эмми

#### 2002
- За лучший кастинг в сериале-драме.
  - Либби Гольдштейн (Libby Goldstein), Джуни Лаури-Джонсон (Junie Lowry-Johnson) и Джули Такер (Julie Tucker)
- За лучшую режиссёрскую работу (пилотная серия).
  - Алан Болл (Alan Ball)
- За лучшую роль временного персонажа в сериале-драме.
  - Патриша Кларксон
- За лучший дизайн титров.
  - Эрик Андерсон (Eric Anderson), Скотт Гудзяк (Scott Hudziak), Пол Маттеус (Paul Matthaeus), Дэнни Яунт (Danny Yount)
- За лучшую музыкальную тему в сериале
  - Томас Ньюман (Thomas Newman)
- За лучший грим в сериале.
  - Кайли Белл (Kylie Bell), Донна-Лу Хендерсон (Donna-Lou Henderson), Джастин Хендерсон (Justin Henderson), Томас Флаутц (Thomas Floutz), Тодд Мастерс (Todd Masters), Дэн Реберт (Dan Rebert), Ли Ромэр (Lee Romaire), Скотт Тебо (Scott Tebeau)

#### 2003
- За выдающийся кастинг в сериале-драме
  - Либби Гольдштейн (Libby Goldstein), Джуни Лаури-Джонсон (Junie Lowry-Johnson)

#### 2006
- За лучшую роль временного персонажа в сериале-драме.
  - Патриша Кларксон
- За выдающийся макияж в сериале

### Золотой глобус

#### 2002
- За лучшую женскую роль второго плана в сериале.
  - Рэйчел Гриффитс (Rachel Griffiths)
- Лучший сериал в жанре драма

#### 2004
- За лучшую женскую роль в жанре драма
  - Фрэнсис Конрой